# Eurhynchium jovet-astiae
Eurhynchium jovet-astiae är en bladmossart som beskrevs av Ryszard Ochyra 1997. Eurhynchium jovet-astiae ingår i släktet sprötmossor, och familjen Brachytheciaceae. Inga underarter finns listade i Catalogue of Life.